# مهرجان جربة التلفزيوني
مهرجان جربة التلفزيوني هو مهرجان تونسي تأسس لدعم الإنتاج التلفزيوني في أوروبا وأفريقيا الشمالية والشرق الأوسط ، وهو برعاية وزارة الخارجية الفرنسية ووزارة السياحة التونسية.
مهرجان إعلامي سنوي يقام في تونس، يشارك فيه جميع المنتجون العرب ومحطات التلفزة العربية. كما تتضمنه مسابقة لأفضل البرامج والمسلسلات التلفزيونية.